# Bryopsidales
Ordre
Les Bryopsidales sont un ordre d'algues vertes de la classe des Ulvophyceae.

## Liste des familles
Selon AlgaeBase (21 juillet 2017) et ITIS (21 juillet 2017) :
- famille des Bryopsidaceae Bory de Saint-Vincent
- famille des Caulerpaceae Kützing
- famille des Chaetosiphonaceae Blackman & Tansley
- famille des Codiaceae Kützing
- famille des Derbesiaceae Hauck
- famille des Dichotomosiphonaceae Chadefaud ex G.M.Smith
- famille des Halimedaceae Link
- famille des Ostreobiaceae P.C.Silva
- famille des Pseudocodiaceae L.Hillis-Colinvaux
- famille des Pseudoudoteaceae
- famille des Rhipiliaceae O.Dragastan, D.K.Richter, B.Kube, M.Popa, A.Sarbu & I.Ciugulea
- famille des Udoteaceae J.Agardh

Selon World Register of Marine Species (21 juillet 2017) :
- famille des Bryopsidaceae
- famille des Caulerpaceae
- famille des Chaetosiphonaceae
- famille des Codiaceae
- famille des Derbesiaceae
- famille des Dichotomosiphonaceae
- famille des Halimedaceae
- famille des Ostreobiaceae
- famille des Pseudocodiaceae
- famille des Rhipiliaceae
- famille des Udoteaceae